# Botschaft (Diplomatie)
Eine Botschaft ist eine diplomatische Vertretung eines Staates am Regierungssitz eines anderen Staates. Weitere diplomatische Vertretungen neben Botschaften sind noch Ständige Vertretungen, Gesandtschaften, Nuntiaturen sowie Hochkommissariate. Von diplomatischen Vertretungen sind die konsularischen Vertretungen zu unterscheiden.

## Aufgabe der Botschaft
Aufgabe des Botschafters ist es, seinen Staat dem Gastland gegenüber zu vertreten, über die Verhältnisse des Gastlandes seiner Regierung zu berichten, sowie die zwischenstaatlichen Beziehungen mit den Einrichtungen des Gastlandes nach Möglichkeit zu pflegen und zu entwickeln.
Die diplomatische Vertretung kann auch mit der Wahrnehmung konsularischer Aufgaben (z. B. die Erteilung von Visa für Ausländer und die Ausfertigung von Pässen für eigene Staatsbürger) betraut werden.

## Aufbau und Art einer Botschaft

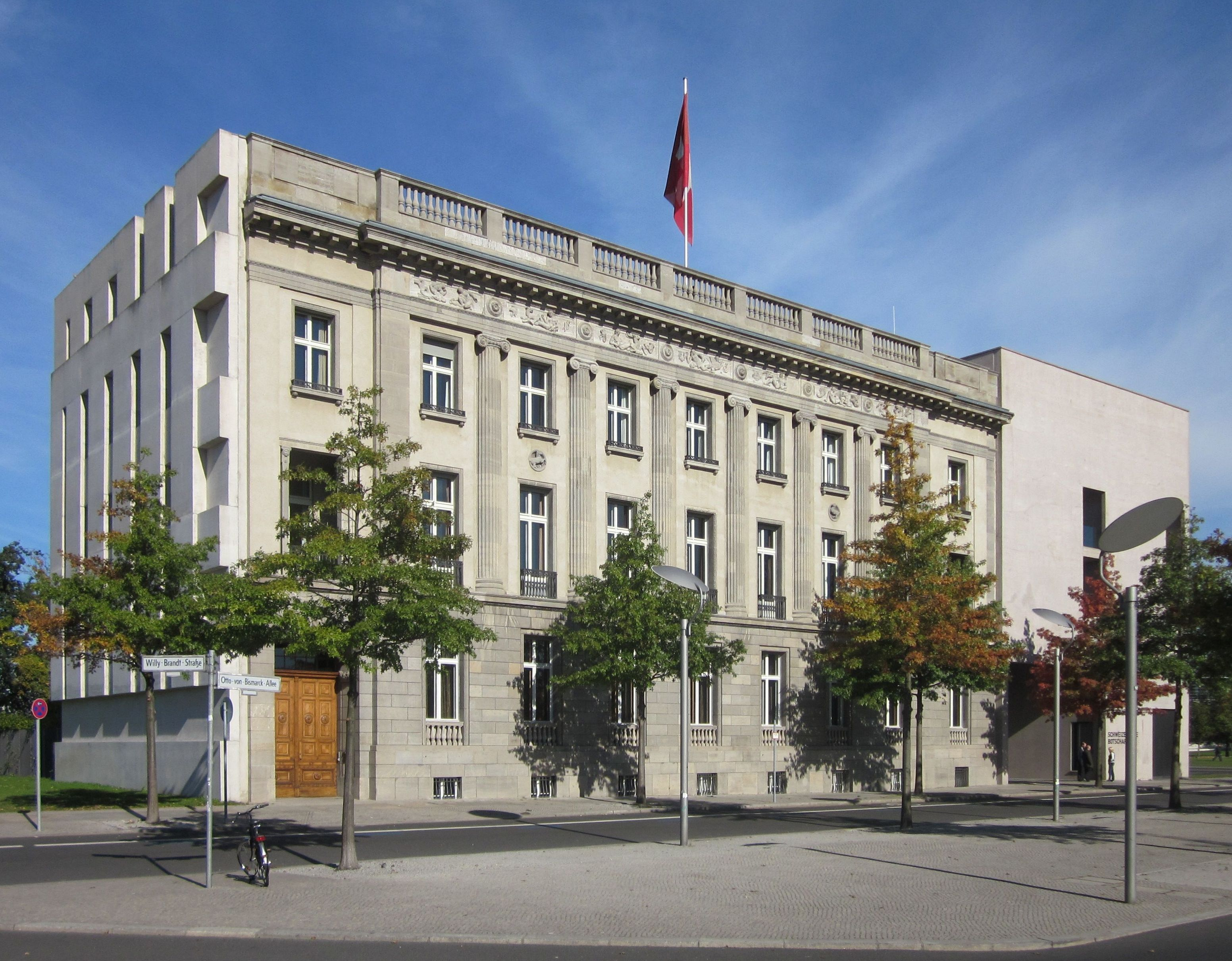
Kanzlei der Schweizerischen Botschaft in Berlin

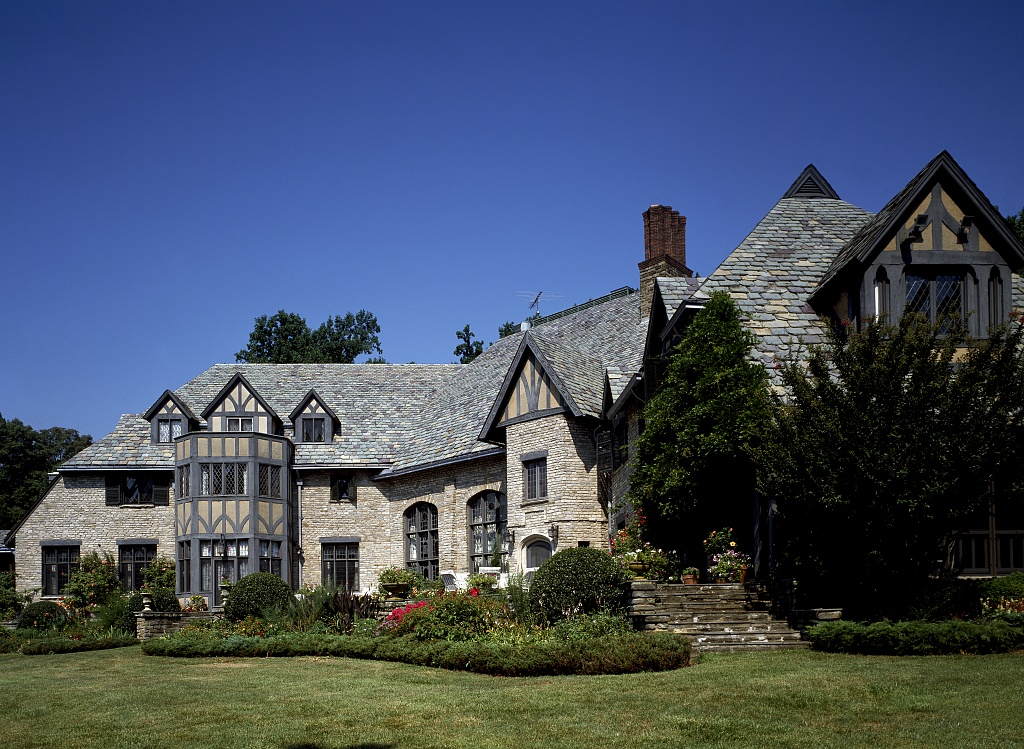
Residenz der Botschaft Italiens (Villa Firenze) in Washington, D.C.

Eine Botschaft besteht aus der Kanzlei und der Residenz. Die Kanzlei ist die Verwaltung und wie jede Behörde untergliedert in verschiedene Abteilungen. Die Residenz ist der Wohnsitz des Botschafters und seiner Familie. Sie dient auch der offiziellen Repräsentation bei dienstlichen Empfängen zu verschiedenen Anlässen und ist bei kleinen Botschaften meistens zusammen in einem Gebäude mit der Kanzlei untergebracht, bei großen Botschaften dagegen in einem eigenen Gebäude und nicht selten auch in einem anderen Stadtteil.
Die Kanzlei besteht in der Regel aus der politischen Abteilung und weiteren Fachabteilungen, wie z. B. der Handelsabteilung, Militärabteilung, Kulturabteilung oder Presseabteilung. Soweit konsularische Aufgaben auch durch die Botschaft wahrgenommen werden, besteht auch eine Konsularabteilung. In der Regel nimmt die Botschaft konsularische Aufgaben nur für einen Teil des Staatsgebiets des Gastlandes wahr. Für den übrigen Teil wird sie hierbei gegebenenfalls durch weitere Konsulate (Generalkonsulat, Vizekonsulate und Honorarkonsulate) in anderen Städten des Gastlandes unterstützt.

### Deutschland
Der Auswärtige Dienst der Bundesrepublik Deutschland besteht aus dem Auswärtigen Amt und den Auslandsvertretungen (diplomatische und konsularische), die zusammen eine einheitliche oberste Bundesbehörde unter Leitung des Bundesministers des Auswärtigen bilden. Seit den Schülerschen Reformen von 1918/1919 besteht eine einheitliche Laufbahn für Diplomaten und Berufskonsulbeamte. Vor allem die politische Abteilung und die konsularische Abteilung werden mit Beamten des Auswärtigen Dienstes besetzt. In anderen Botschaftsabteilungen (Handel, Militär) werden Beamte und Soldaten von Fachministerien oder sonstigen Behörden an die Botschaften für eine bestimmte Zeit entsandt. Während des Entsendezeitraums erhalten die Beamten einen Diplomatenstatus und werden dienstlich dem Auswärtigen Amt unterstellt. Derzeit unterhält Deutschland 153 Botschaften, die für die Pflege von diplomatischen und konsularischen Beziehungen zu 195 Staaten zuständig sind.
Des Weiteren werden Ständige Vertretungen bei zwischenstaatlichen und überstaatlichen Organisationen unterhalten. Besonders wichtige Ständige Vertretungen sind bei der Europäischen Union, bei der NATO und bei den Vereinten Nationen errichtet. Für die Beziehungen zur DDR bestand ebenfalls eine Ständige Vertretung.

### Schweiz
In der Schweiz werden die diplomatischen Dienste vom Eidgenössischen Departement für auswärtige Angelegenheiten (EDA) in Bern übernommen. Die Schweizerische Eidgenossenschaft unterhält ein Netzwerk von weltweit allein über 100 Botschaften. Das Bundesamt für Bauten und Logistik (BBL) ist für die Bundesliegenschaften verantwortlich. In der Geschichte der Schweiz haben vor allem auch die sogenannten Guten Dienste eine wichtige Bedeutung. Aufgrund ihrer Neutralität kann die Schweiz deshalb als Mittlerin zwischen diversen Konfliktparteien aus sich (feindlich) gegenüberstehenden Staaten auftreten.

### Österreich
Der diplomatische Dienst für Österreich wird im Inland vom Bundesministerium für Europa, Integration und Äußeres und im Ausland von den österreichischen Vertretungsbehörden besorgt. Die Aufnahme in den höheren auswärtigen Dienst erfolgt nach erfolgreicher Absolvierung eines gesetzlich vorgeschriebenen, mehrstufigen Auswahlverfahrens (A-Préalable) in der Regel nach einer Ausbildung an der Diplomatischen Akademie Wien.

### Vatikan
Die Aufgabe der diplomatischen Vertretungen des Heiligen Stuhls (also des Papstes als Völkerrechtssubjekt), die auch die Interessen des Staates Vatikanstadt vertreten, nehmen die Apostolischen Nuntiaturen wahr.
In vielen Staaten nimmt der Nuntius die Aufgaben des Doyens des Diplomatischen Corps wahr.

### Europäische Union
Die Europäische Union (EU) verfügt über 130 Auslandsvertretungen, die Delegation genannt werden. Die EU-Delegationen erfüllen für die Europäische Union eine ähnliche Funktion wie Botschaften für Nationalstaaten.

### Commonwealth
Eine weitere Besonderheit bilden die gegenseitigen diplomatischen Vertretungen der Staaten des Commonwealth of Nations. Diese führen den Titel Hochkommissariate (High Commission). Dies ist darin begründet, dass der britische Monarch gleichzeitig Staatsoberhaupt aller Commonwealth Realms ist. Die diplomatischen Leiter dieser Missionen – Hochkommissare – (High Commissioner) werden daher auch formal von den jeweiligen Regierungen ernannt. Die Praxis, keine Botschafter untereinander auszutauschen, üben auch die Republiken (z. B. Indien, Trinidad und Tobago) und sonstigen Monarchien (z. B. Malaysia, Brunei) im Commonwealth of Nations aus. Mit Nicht-Commonwealth Staaten werden Botschafter ausgetauscht.

## Geschichtliche Entwicklung
Nach dem Wiener Kongress richteten die fünf Großmächte des 19. Jahrhunderts, Frankreich, Großbritannien, Österreich, Preußen und Russland, Botschaften in den Hauptstädten der anderen Großmächte ein. Die diplomatischen Vertretungen der kleineren Staaten sowie die Vertretungen der Großmächte in kleineren Staaten wurden hingegen als Gesandtschaften bezeichnet.
Mit der Aufwertung einer Gesandtschaft zur Botschaft wurde die gestiegene Machtposition eines Staates auch diplomatisch anerkannt. So wurde beispielsweise 1906 die japanische Gesandtschaft in Deutschland ebenso wie die deutsche Gesandtschaft in Tokio zur Botschaft erhoben. Bis 1914 wurden auch die deutschen Gesandtschaften in Italien, Spanien, der Türkei und in den USA in Botschaften umgewandelt.
In den 1950er- und 1960er-Jahren wurden die meisten bisherigen Gesandtschaften zu Botschaften aufgewertet, so dass heutzutage sämtliche Botschaften aus allen Staaten den gleichen protokollarischen Rang erhalten. Man beachte aber das Institut der Ständigen Vertretung, welches vom Begriff „Botschaft“ abgegrenzt wird.

## Botschaftsgebäude

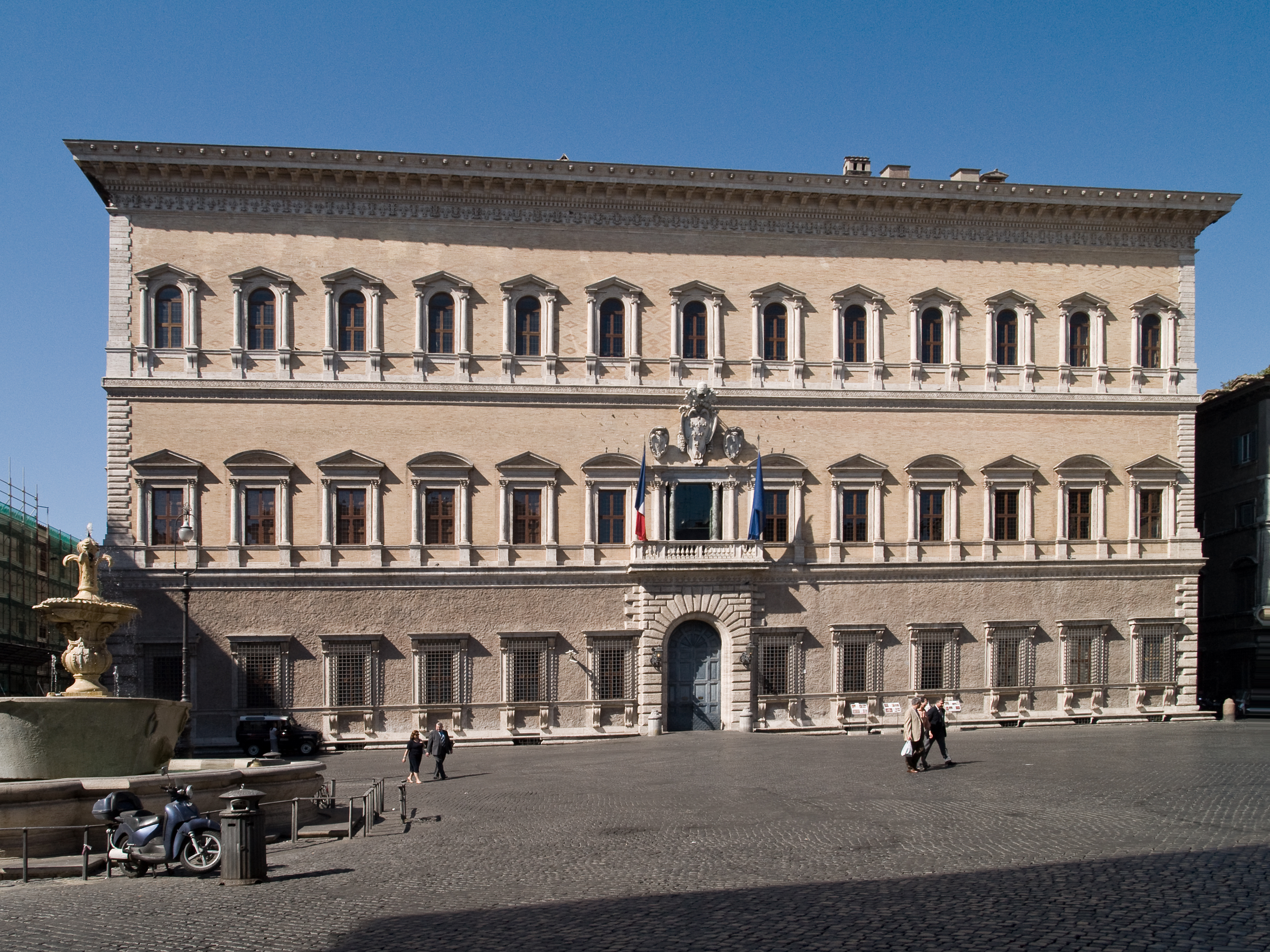
Französische Botschaft (Palazzo Farnese) in Rom

Das Gelände, auf welchem sich eine Botschaft befindet, steht unter besonderem völkerrechtlichen Schutz (Wiener Übereinkommen über diplomatische Beziehungen, Artikel 22), so dass das Gastgeberland das Botschaftsgelände nicht ohne Einwilligung des Missionschefs betreten, durchsuchen bzw. Beschlagnahmungen oder Festnahmen durchführen darf. Das Gelände der Botschaft ist zwar (anders als vielfach angenommen) nicht exterritorial, sondern gehört zum Gastgeberland und ist seinen Gesetzen unterworfen, doch die Botschaft und ihre Diplomaten genießen diplomatischen Schutz und entsprechende Vorrechte. Gemäß dem Wiener Übereinkommen verzichtet das Gastgeberland also auf die Ausübung seiner Hoheitsrechte über das Botschaftsgelände.

Näheres zum rechtlichen Status des Missionsgebäudes siehe 
Die für Botschaften geltenden Schutzrechte werden gelegentlich von Bürgern, denen eine Ausreise in das Botschaftsland versagt wird, ausgenutzt. In der deutschen Geschichte spielten 1989 die bundesdeutschen Botschaften in Budapest, Warschau und Prag eine sehr wichtige Rolle. Als erste erlaubte die ungarische Regierung im September den DDR-Bürgern, die sich auf das Gelände der westdeutschen Botschaft geflüchtet hatten, die Ausreise in den Westen. Wenige Wochen später konnte Hans-Dietrich Genscher im September 1989 hunderten Flüchtlingen, die in der deutschen Botschaft in Prag ausharrten, verkünden, dass ihre Ausreise erlaubt worden sei. Bereits in den Jahren zuvor kam es vereinzelt zu Botschaftsbesetzungen in Warschau und Ostberlin (Ständige Vertretung), die meist diskret gehandhabt wurden. 2003 kam es in Chinas Hauptstadt Peking mehrfach zu Fluchten von Nordkoreanern, die in China zu Besuch waren und so, meist erfolgreich, über die Botschaften (auch die deutsche) nach Südkorea fliehen konnten.
Zwischen 2000 und 2011 bot Berlin zum „All Nations Festival“ die Möglichkeit, mehrere Botschaften von innen zu besichtigen.